# Aliados
Aliados è una telenovela argentina del 2013 creata e prodotta da Cris Morena, sceneggiata da Leandro Calderone. 
È una telenovela destinata al pubblico adolescente e tratta tematiche sociali come i disturbi alimentari, il bullismo, lo sfruttamento, la violenza domestica e l’alcolismo.
La prima stagione ha un totale di 23 episodi trasmessi in televisione e 280 web-episodi su internet, la seconda stagione ha 17 episodi e 102 web-episodi.

## Trama
Fin dalle sue origini, la razza umana cammina sul pianeta costruendo e distruggendo con la stessa intensità. Negli ultimi decenni gli esseri umani hanno ottenuto sempre più forme di tecnologia e scienze avanzate, e per questo gli esseri umani hanno iniziato a distruggersi l’uno con l’altro, fino a dimenticarsi della loro vera essenza. A causa di questo, a fine 2012, l’umanità ha iniziato un conto alla rovescia di 105 giorni, che la porterà alla sua distruzione totale o, al contrario, alla sua rinascita. Il futuro della terra dipende da sei ragazzi: Noah, un ventenne che non vuole riconoscere suo figlio e cerca di colmare il suo vuoto interiore con feste e sesso; Azul, una famosa cantante che prova odio e repulsione per tutto inclusi i suoi fan; Manuel, un ragazzo vittima di bullismo che ama cantare e vive sui social network perché non ha amici; Maia, la bulla che tormenta Manuel e che viene a sua volta tormentata e umiliata da sua madre; Valentin, un orfano che non ha mai conosciuto i suoi genitori e viene maltrattato dal suo tutore; Franco, un ragazzo che ama ballare ma viene convinto dall’amico a rubare soldi alle persone.
Tutti loro hanno qualcosa in comune: sono tanto potenti quanti marginali, tanto interessanti quanto persi, tanto rivoluzionari quanto violenti e tanto soli quanto connessi. 
Degli Esseri di Luce provenienti da altri universi hanno 105 giorni per aiutare questi ragazzi a cambiare, a ognuno di loro ne viene affidato uno, così da diventare i loro Aliados: Luz aiuterà Azul, Venecia aiuterà Noah, Gobal aiuterà Manuel, Ambar aiuterà Maia, Devi aiuterà Valentin e Inti aiuterà Franco.

## Puntate
| Stagione         | Puntate | Prima TV Argentina | Prima TV Italia |
| ---------------- | ------- | ------------------ | --------------- |
| Prima stagione   | 23      | 2013               |                 |
| Seconda stagione | 17      | 2014               |                 |

## Colonna sonora
Il CD di Aliados è uscito il 25 giugno 2013 ed è stato certificato come disco d'oro due settimane dopo. Le 15 canzoni che compongono il disco sono interpretate dalla gran parte del cast e sono state scritte da Cris Morena . Il 1º ottobre 2013 il CD è stato certificato come disco di platino in Argentina.
1. Aliados (Juan Pedro Lanzani) – 3:47 (María Cristina De Giácomi, Pablo Durand, Fernando López Rossi)
2. Amor mío (Oriana Sabatini) – 3:34 (María Cristina De Giácomi, Rafa Arcuate, Ale Sergi)
3. Ahora o nunca (Oriana Sabatini) – 3:34 (María Cristina De Giácomi, Rafa Arcuate, Julio Reyes Copello)
4. Vuelvo (Maxi Espíndola e Agustín Bernasconi) – 4:17 (María Cristina De Giácomi, Rafa Arcuate, Juan Cosme)
5. Ya no hay fuego (Oriana Sabatini) – 3:58 (María Cristina De Giácomi, Rafa Arcuate, Daniela Spalla, Hernán Ortiz, Nahuel Barbero)
6. Tanto amarte (Oriana Sabatini) – 3:42 (María Cristina De Giácomi, Rafa Arcuate, Alih Jey)
7. Carpe Diem (Maxi Espíndola e Agustín Bernasconi) – 3:58 (María Cristina De Giácomi, Rafa Arcuate, Leonel García)
8. Ser hoy (Maxi Espíndola) – 3:32 (María Cristina De Giácomi, Rafa Arcuate, Leonel García)
9. Levantate y anda (Oriana Sabatini e Jenny Martínez) – 3:23 (María Cristina De Giácomi, Rafa Arcuate, Aureo Baqueiroi)
10. Refundación (Juan Pedro Lanzani, Oriana Sabatini, Julián Serrano, Maxi Espíndola, Agustín Bernasconi, Pablo Martínez, Nicolás Francella, Eliseo Rentería, Jenny Martínez, Carolina Domenech e Mariel Percossi) – 3:49 (María Cristina De Giácomi, Rafa Arcuate, Daniela Spalla, Hernán Ortiz, Nahuel Barbero)
11. Quién eres tú (Juan Pedro Lanzani e Jenny Martínez) – 4:22 (María Cristina De Giácomi, Rafa Arcuate, Daniel Reschinga)
12. Vas a gritar (Nicolás Francella, Maxi Espíndola, Agustín Bernasconi e Eliseo Rentería) – 3:51 (María Cristina De Giácomi, Pablo Durand, Fernando López Rossi)
13. Yo soy (Jenny Martínez) – 3:39 (María Cristina De Giácomi, Rafa Arcuate, Ximena Muños)
14. Un pacto (Maxi Espíndola) – 4:06 (María Cristina De Giácomi, Rafa Arcuate, Aureo Baqueiro)
15. Me duele todo (Mariel Percossi) – 3:01 (María Cristina De Giácomi, Rafa Arcuate, Cheche Alara)

Aliados Versione Estesa
Aliados Versione Estesa è uscita il 15 aprile del 2014, si tratta di un'edizione speciale che comprendono 15 canzoni del primo disco + 4 canzoni inedite + un DVD con scene musicali. 
1. Aliados (Juan Pedro Lanzani) – 3:47 (María Cristina De Giácomi, Pablo Durand, Fernando López Rossi)
2. Amor mío (Oriana Sabatini) – 3:34 (María Cristina De Giácomi, Rafa Arcuate, Ale Sergi)
3. Ahora o nunca (Oriana Sabatini) – 3:34 (María Cristina De Giácomi, Rafa Arcuate, Julio Reyes Copello)
4. Vuelvo (Maxi Espíndola e Agustín Bernasconi) – 4:17 (María Cristina De Giácomi, Rafa Arcuate, Juan Cosme)
5. Ya no hay fuego (Oriana Sabatini) – 3:58 (María Cristina De Giácomi, Rafa Arcuate, Daniela Spalla, Hernán Ortiz, Nahuel Barbero)
6. Tanto amarte (Oriana Sabatini) – 3:42 (María Cristina De Giácomi, Rafa Arcuate, Alih Jey)
7. Carpe Diem (Maxi Espíndola e Agustín Bernasconi) – 3:58 (María Cristina De Giácomi, Rafa Arcuate, Leonel García)
8. Ser hoy (Maxi Espíndola) – 3:32 (María Cristina De Giácomi, Rafa Arcuate, Leonel García)
9. Levantate y anda (Oriana Sabatini e Jenny Martínez) – 3:23 (María Cristina De Giácomi, Rafa Arcuate, Aureo Baqueiroi)
10. Refundación (Juan Pedro Lanzani, Oriana Sabatini, Julián Serrano, Maxi Espíndola, Agustín Bernasconi, Pablo Martínez, Nicolás Francella, Eliseo Rentería, Jenny Martínez, Carolina Domenech e Mariel Percossi) – 3:49 (María Cristina De Giácomi, Rafa Arcuate, Daniela Spalla, Hernán Ortiz, Nahuel Barbero)
11. Quién eres tú (Juan Pedro Lanzani e Jenny Martínez) – 4:22 (María Cristina De Giácomi, Rafa Arcuate, Daniel Reschinga)
12. Vas a gritar (Nicolás Francella, Maxi Espíndola, Agustín Bernasconi e Eliseo Rentería) – 3:51 (María Cristina De Giácomi, Pablo Durand, Fernando López Rossi)
13. Yo soy (Jenny Martínez) – 3:39 (María Cristina De Giácomi, Rafa Arcuate, Ximena Muños)
14. Un pacto (Maxi Espíndola) – 4:06 (María Cristina De Giácomi, Rafa Arcuate, Aureo Baqueiro)
15. Me duele todo (Mariel Percossi) – 3:01 (María Cristina De Giácomi, Rafa Arcuate, Cheche Alara)
16. Mañana (Juan Pedro Lanzani, Oriana Sabatini, Maxi Espíndola, Agustín Bernasconi, Pablo Martínez, Jenny Martínez e Mariel Percossi) – 3:51 (María Cristina De Giácomi, Pablo Durand, Fernando López Rossi)
17. Sentía (Pablo Martínez) – 3:51 (María Cristina De Giácomi, Pablo Durand, Fernando López Rossi)
18. Diferente (Jenny Martínez, Juan Pedro Lanzani, Oriana Sabatini, Maxi Espíndola, Agustín Bernasconi e Mariel Percossi) – 3:22 (María Cristina De Giácomi, Rafa Arcuate, Ximena Muños)
19. Solo Hago Lo Que Siento (Julián Serrano) – 2:23 (María Cristina De Giácomi, Rafa Arcuate, Aureo Baqueiro)

1. ↑  sonymusic.com.ar (ed.): «Aliados disco de oro!!!» (en español).
2. ↑  sonymusic.com.ar (ed.): «Ya salió el CD de Aliados, la nueva producción de Cris Morena y Telefe» (en español).
3. ↑  sonymusic.com.ar (ed.): «Aliados es disco de platino» (en español).